# Gelselaar
Gelselaar is een Gelders kerkdorp gelegen aan de grens met Overijssel. Het dorp heeft ongeveer 660 inwoners en behoort tot de gemeente Berkelland.

## Esdorp
Gelselaar viel tot 1 januari 2005 onder de gemeente Borculo. Het kerkdorp is opgenomen als pilot-project “Belvoir” in het Gelderse provinciale cultuurhistorische beleid. De bedoeling daarvan is enerzijds het cultuurhistorisch interessante essenlandschap rond Gelselaar als beschermd dorpsgezicht te bewaren en anderzijds nieuwe ontwikkelingen mogelijk te maken.

## Geschiedenis
De naam Gelselaar komt in 1326 voor het eerst voor als Dideric en Willem van Vorden worden beleend met "thus te Geldesler", de latere havezate Bevervoorde. Als buurtschap wordt Gelselaar (Gelleslare) pas in 1399 vermeld. De buurschap behoorde kerkelijk tot Neede. Hiervan getuigt een gedeelte van de kerk van Neede, die lange tijd "Gelselaarse hoek" genoemd werd. De kerk van de dichterbij gelegen plaats Geesteren was in de winter meestal onbereikbaar, omdat de weg door het laaggelegen landschap waar nu de Bolksbeek stroomt dan door overstromingen onbegaanbaar was. Op de drassige gronden rond Gelselaar, het Gelselaarse broek, werden vroeger veel ganzen gehouden, waarvan het dons voor beddengoed gebruikt werd.
Vlak buiten de bebouwde kom van Gelselaar, aan de Jonkersweg, ligt de locatie waar vroeger het huis Bevervoorde heeft gestaan. Deze havezate stond ook bekend onder de namen 't Jonkeren en Mensinck. In 1999 werd archeologisch onderzoek naar de grachten en de bijgebouwen verricht. Sinds 2002 is het terrein te bezichtigen.
Enkele leden van de familie Van Bevervoorde komen eind 16e eeuw voor als vicaris (kapelaan) van Gelselaar. De bisschop van Münster was collator.
In 2013 werd Gelselaar aangemerkt als beschermd dorpsgezicht.

## Kerk

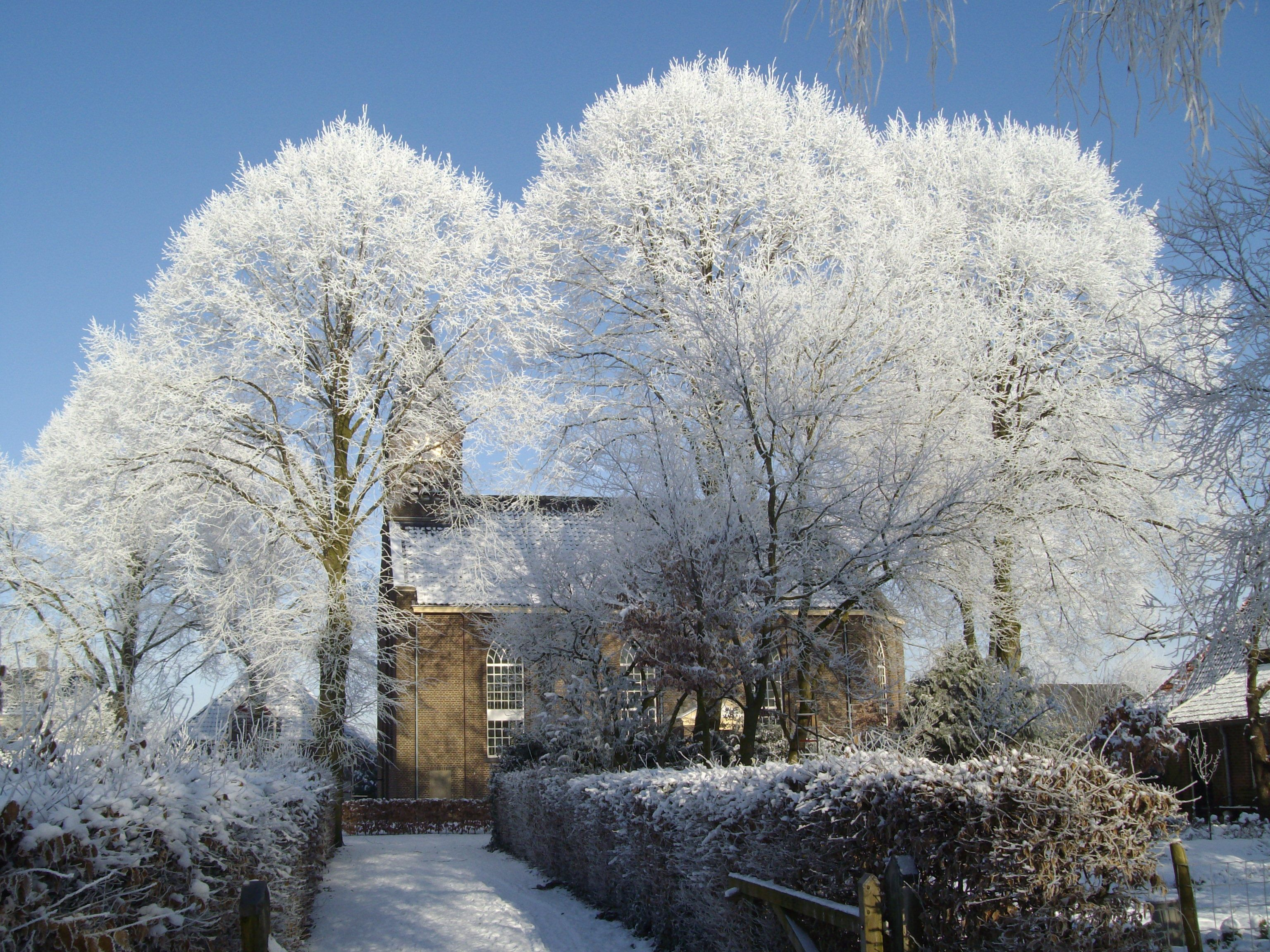
Kerk in Gelselaar, winter 2009

Rond 1440 werd in Gelselaar een kapel gebouwd, die tot de hervorming (1616) afhankelijk bleef van de moederkerk van Neede. In 1617 werd Gelselaar een zelfstandige gereformeerde gemeente. In 1841 werd de kapel vervangen door de waterstaatskerk, die er nu nog staat, de hervormde kerk.

## Openbaar vervoer
Gelselaar ligt op het traject van Arriva lijn 95: Station Almelo - Busstation Borculo.
Tussen 1910 en 1925 was de stopplaats Gelselaar in gebruik.

## Bekende Nederlanders geboren in Gelselaar
- Wim Bosboom, journalist en televisiepresentator (1928-2001)
- Hans Krajenbrink, politicus (1930-2005)
- Arend Voortman, politicus (1930-2012)
- Jan Maarten Heideman, marathonschaatser (1973)

## Afbeeldingen

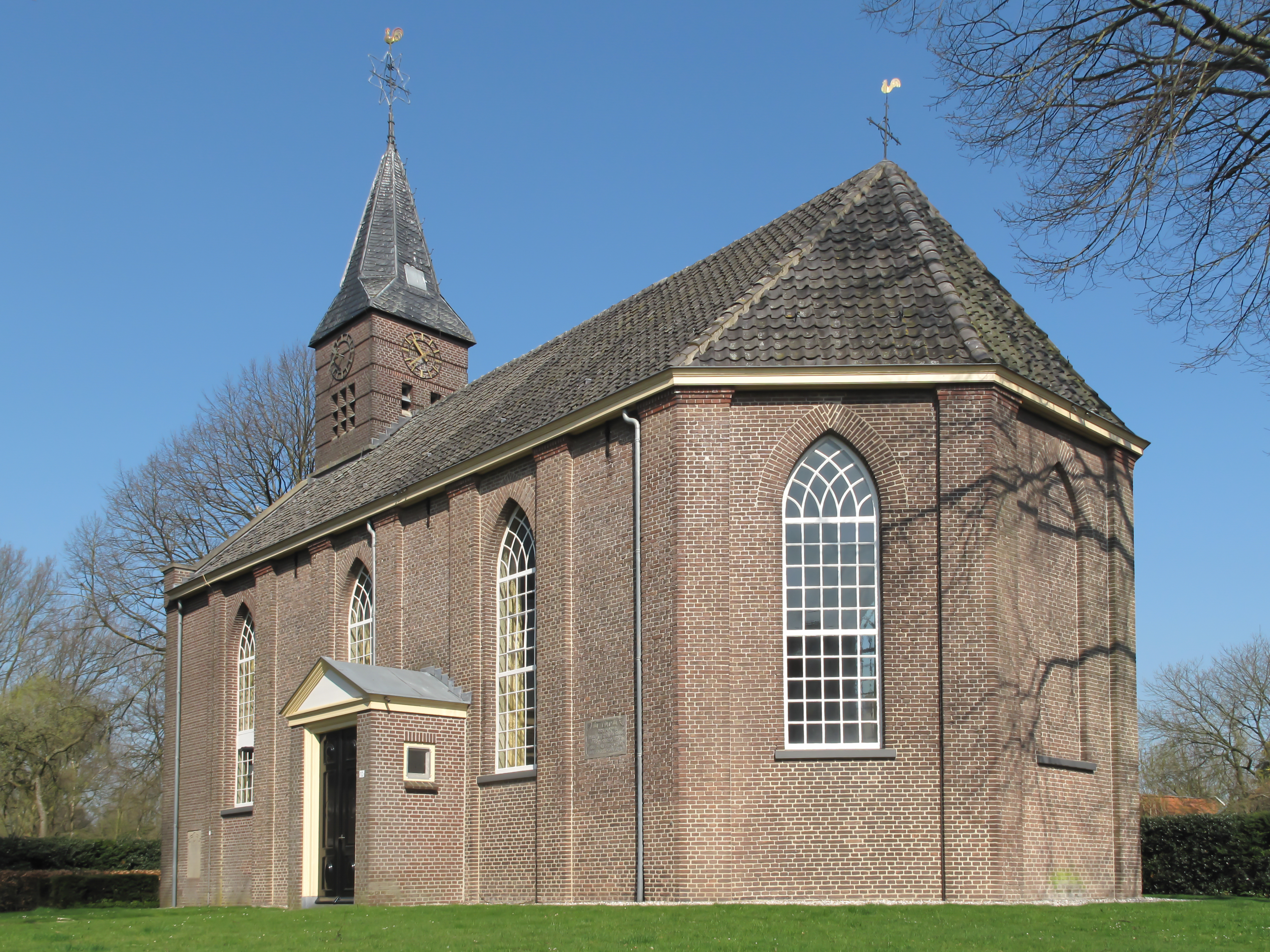
de Hervormde kerk
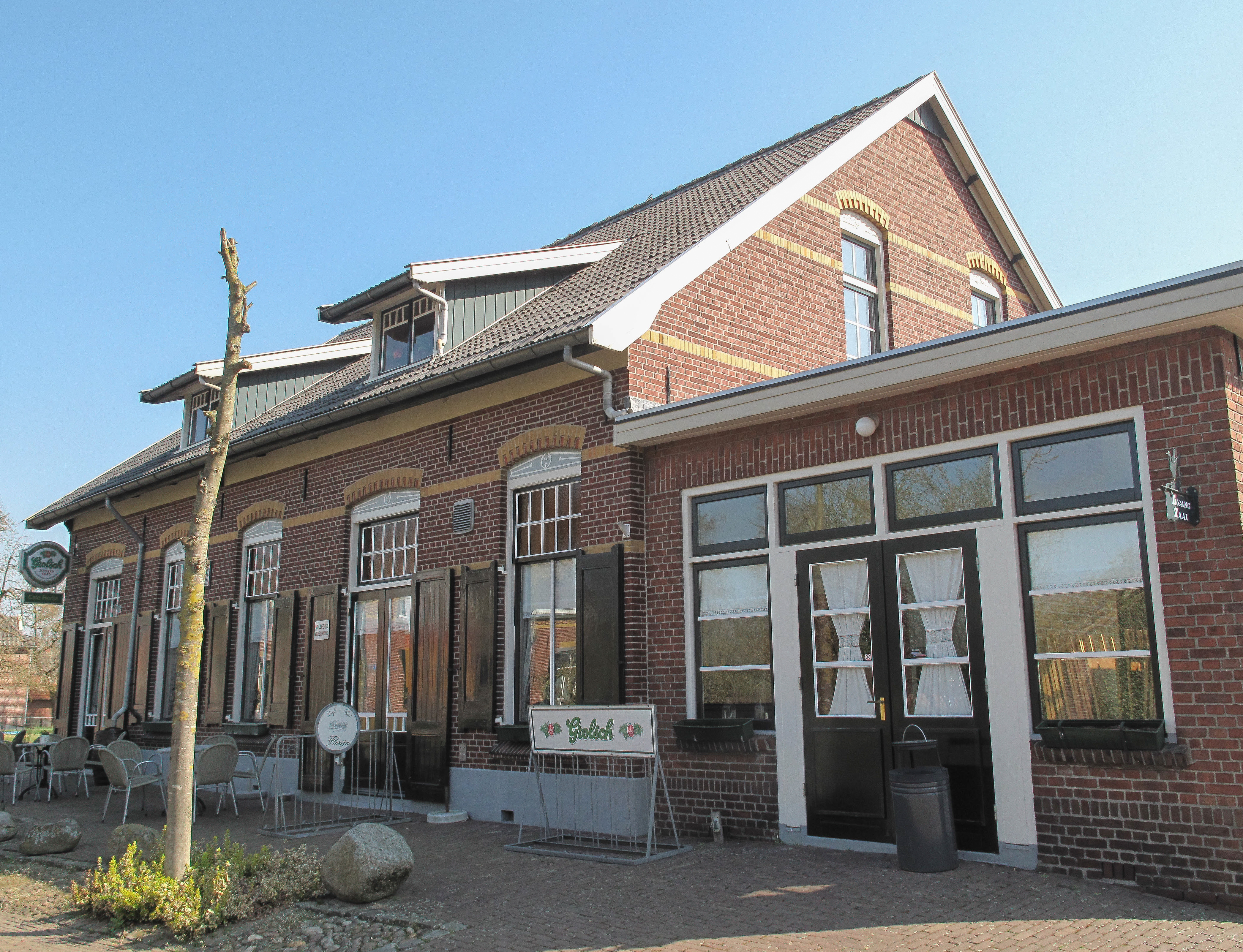
Dorpsstraat 12
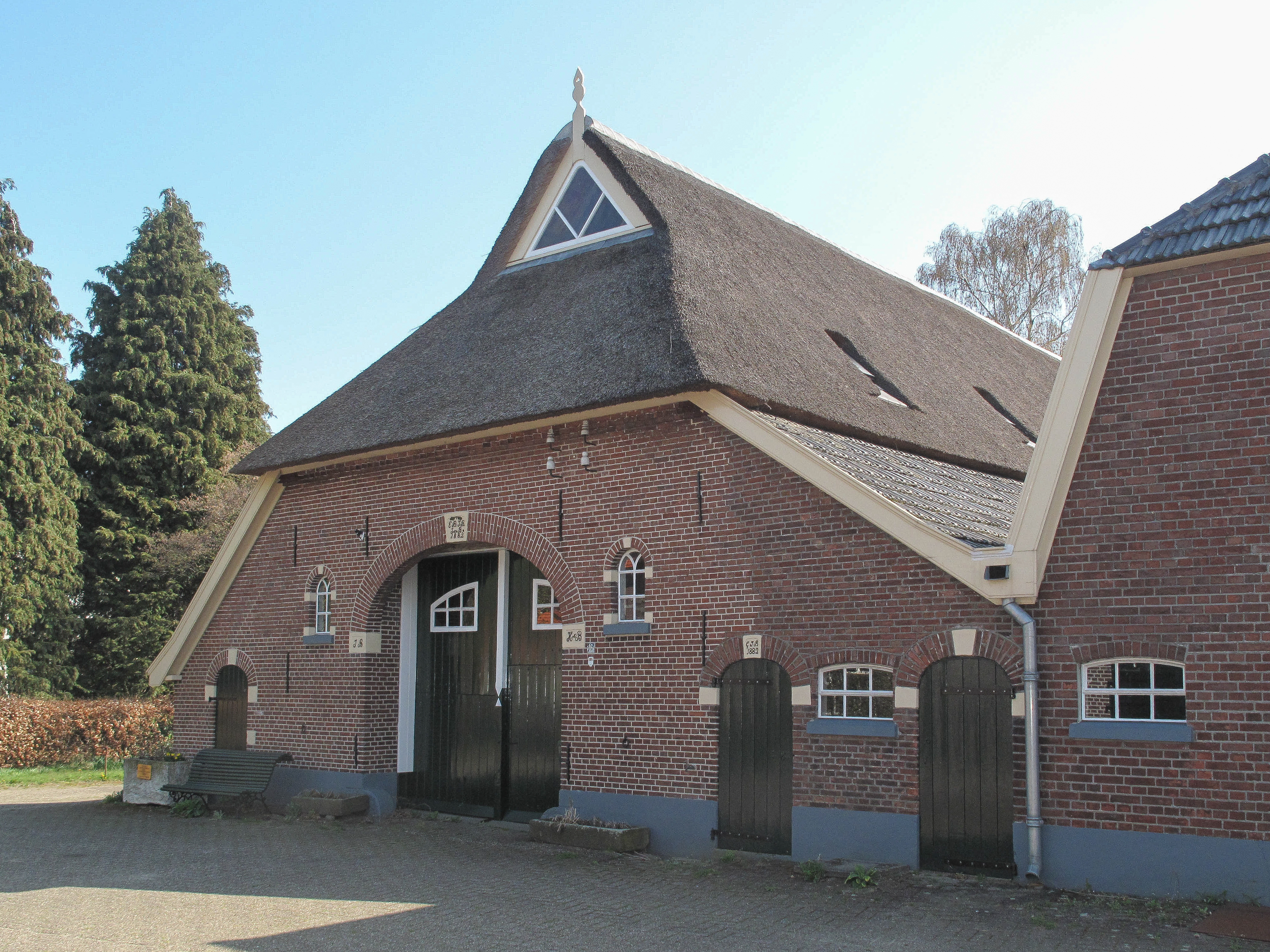
Dorpsstraat 16
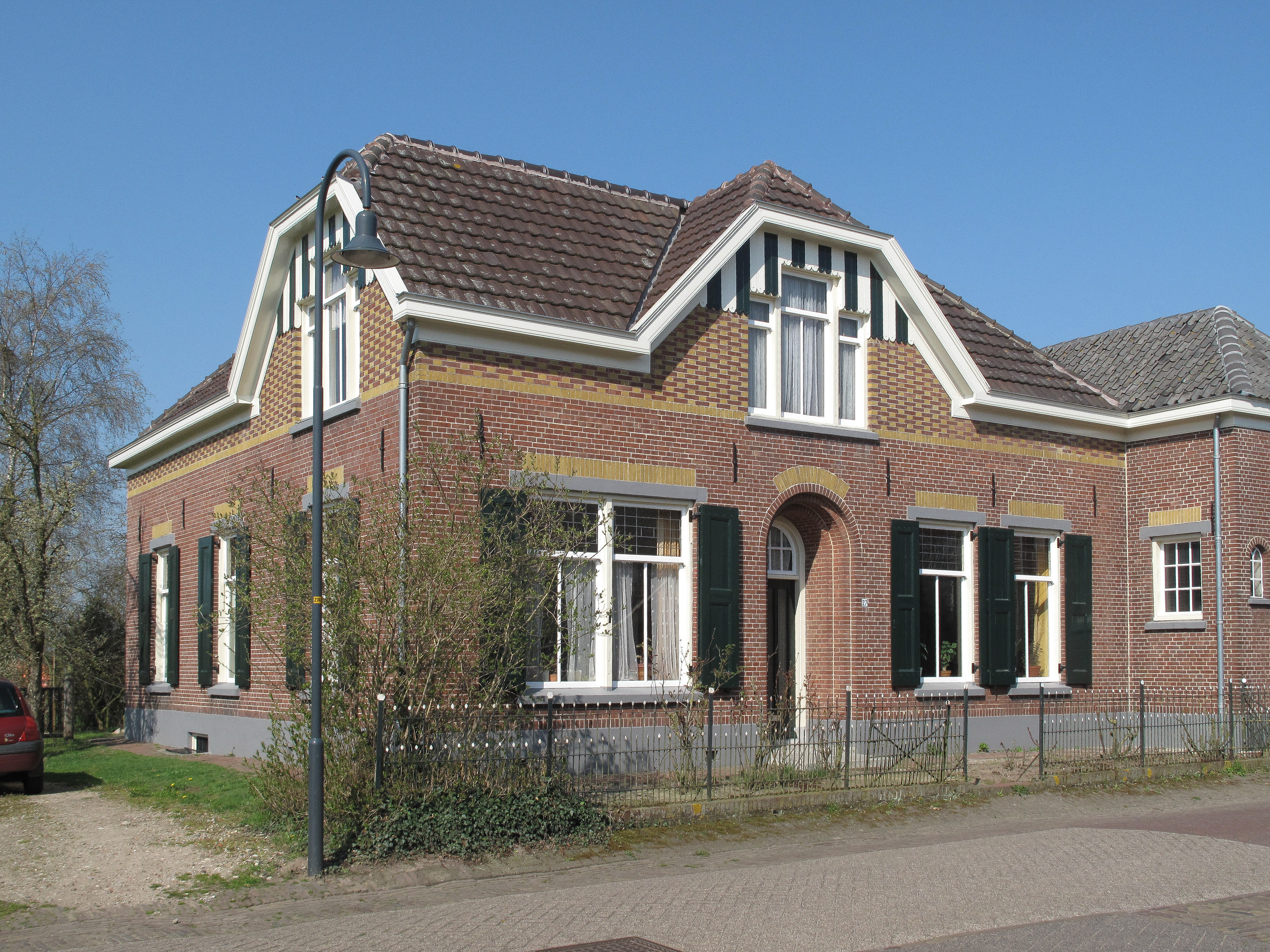
Dorpsstraat 27

## Televisie
Het huis van Juffrouw Rosmarijn waar opnames van de televisieserie De Zevensprong werden opgenomen staat in Gelselaar.